# 克利夫·彭宁顿
克利夫·彭宁顿（英語：Cliff Pennington，1940年4月18日—2020年5月26日），加拿大男子冰球运动员，场上位置是前锋。他曾代表加拿大参加1960年冬季奥林匹克运动会冰球比赛，获得一枚银牌。